# 堂山町
堂山町（どうやまちょう）は、大阪府大阪市北区にある町名。丁番を持たない単独町名である。郵便番号は〒530-0027。

## 地理
阪急大阪梅田駅南東に位置し、阪急東通商店街の東半分、阪急東中通り商店街、パークアベニュー堂山が街の中心を成し、飲食店などが連なる、キタの歓楽街の一角を担う。
昼間には、以前ほどではないにせよ、サラリーマンやOLがランチに繰り出し、夜とは全く違った賑わいを見せる。近年では、外国人観光客向けのガイドブックに掲載されるなど、国際的な観光スポットとしても人気を博している。また、新宿二丁目のように特化されてはいないものの、西日本最大のゲイ・タウンとしての顔も持ち合わせる（後述）。

### 歓楽街としての堂山
大阪で歓楽街といえばキタとミナミであるが、キタの代表が阪急梅田駅東側から曾根崎にかけての一帯である。堂山町はキタの歓楽街の東端に位置する。堂山町は多くの顔を併せ持っており、多様性に富んだ非常に興味深い街である。
違法ではあるというものの、客引き行為なども日常茶飯事に行われており、そのような店に入るとぼったくりの被害に合う可能性も指摘されている。

### 旅行者の拠点として
大阪を訪れる外国人観光客、特に欧米人の若い旅行客がホテル近畿を中心に利用しており、関西観光の拠点ともなっている。ターミナル駅の大阪駅や大阪梅田駅に近く、日本有数の繁華街である梅田に近接しているため、旅行客のニーズがある。
諸外国の色々なガイドブック上で堂山町がキタの繁華街として紹介されている。ビジネスホテルやビジネス旅館も多くあり、観光やビジネス客のニーズは高い。

## 地理
堂山町は大阪市北区中央部の町名で、北は万歳町と中崎西二丁目、東は神山町、南は太融寺町、西は小松原町と角田町に囲まれた地域である。町の中心は歓楽街になっており、南端の扇町通り沿いはオフィス街であり、オフィス複合ビルやKKRホテル梅田や大阪東急インなどといったビジネスホテルが軒を連ねる。
北西の端である新御堂筋（国道423号）と都島通が交差する堂山町交差点は交通量が多く、交差点付近には東阪急ビル、ボートピア梅田などが軒を連ねる。2007年にボートピア梅田が出来て以降、歩行者と車両の危険な接触事故を抑止する目的で交差点にはボートピアの警備員が常駐されている。

## 歴史

### 町名の由来
元は西成郡北野村の一部。大阪市編入から3年後の1900年（明治33年）4月2日に北野堂山町の町名が誕生し、1924年（大正13年）6月1日に「北野」の冠称を廃して堂山町になった。町名は堂山町の南に太融寺のお堂があったことに由来する。町の東端および北端に中国街道が通る。1978年（昭和53年）に同じく旧：北野村の一部である高垣町の新御堂筋以東を編入し、現在の町域となる。

### 前史
堂山近辺は元々、中世の大坂で勢力を張った渡辺党の本拠地であり交通の要衝であった渡辺津（現：天満周辺）に近い。そのため、現在の堂山や北野、曾根崎、兎我野町に当たる地域には早くから風俗従事者たちが集まっていたという。

### 明治から昭和初期
明治期になると、天満にあった既存の天満青物市場に対するアウトサイダー市場として、北野青物市場が堂山に登場した。この市場は繁栄を続けたが、1945年に野菜の統制の厳格化に伴い廃止された。
1874年（明治7年）に国鉄大阪駅が出来、1906年（明治39年）には阪神梅田駅、1910年（明治43年）には阪急梅田駅、そして1933年（昭和8年）には地下鉄御堂筋線の梅田駅が完成し、元々は寂れていた北界隈がターミナルとしての役割を持ち始め、街は旅客の流れで賑わい始め、飲食店、酒場、ビジネス旅館、社交場やレジャー施設などが数多く出来る。
1945年6月1日の大阪大空襲では、堂山一帯も大きな被害を受けた。

### 戦後の繁華街として
特に終戦後の高度成長期は梅田界隈が関西ビジネスマンの拠点として機能しており、ミナミに比べてキタは上品であるというイメージのもと、比較的高級なクラブやキャバレー、料亭なども堂山町に点在するようになった。特にパークアベニュー堂山沿いには、1951年（昭和26年）にはかの『北乃大和屋』が金台寺の手前にオープンし高級料亭として関西政財界の重鎮を引き付けた。1958年（昭和33年）には芝生の庭を持ち滝も流れる当時は東洋一と言われた豪華高級クラブであるクラブアローがオープンし、関西富裕層のジャズファンなどを虜にした。
バブル経済が崩壊する以前はその他にも高級料亭が数多く存在し、北新地ほどではないものの高級な遊び場としての堂山町が存在していた。バブル崩壊後はゲイ・タウンとして日本では新宿二丁目につぐ規模となり、2005年ではゲイ向けの商業施設が年間を通じて150件ほど存在していた。また安価なキャバクラやガールズバーが急増した。

## ゲイタウンとしての堂山

### 概要
東京では新宿二丁目、名古屋では池田公園、大阪ではここ堂山町といわれるほど多くの同性愛者向けの店が集まっており、西日本最大のゲイ・タウンでもある。堂山町は梅田駅東側の新御堂筋とJR大阪環状線高架に直角に囲まれた南東エリアにあり、堂山町の北側から万歳町にかけて、特にパークアベニュー堂山やそこから北側に伸びる脇道を中心としたエリアにゲイバーを始め、ゲイクラブ、ゲイ雑誌やゲイビデオなどを売るゲイショップなどが集まっている。
堂山は通称であり、所在地でいうと堂山町以外に神山町・兎我野町・万歳町、高架北側の中崎町・中崎西・鶴野町・黒崎町、梅田芸術劇場近くの中津1丁目・豊崎、堂山町南側の曾根崎・曾根崎新地（いわゆる北新地）などに広がる。現在、堂山エリアにはゲイ系トータルで230店あり、内訳はゲイバー・飲食店154、マッサージ・エステ30、出張・売り専22、ゲイショップ10、アパレル3などとなっている。この内、新御堂筋とJR高架に囲まれた堂山・神山・兎我野・万歳町のコアエリアだけで183店になる。コアエリアはゲイバーや発展場が多く、高架北側や中津には売り専やマッサージが多い。その他非店舗系のゲイ企業やビアンバーがいくらか点在している。
ゲイサウナの大吉梅田寮や、北欧館（2023年に閉館）が特に有名で、豊崎にはKOカンパニーとG@MESの本拠がある。1983年に日本初のゲイポルノ専門映画館として開館した「東梅田ローズ」（のち梅田ローズ劇場）は、2011年に廃業した（但し2012年に新世界に「日劇ローズ」として復活）。

### ゲイタウンのアピール
ただし新宿二丁目のように同性愛者の街として特化されている訳ではなく、異性愛者向けの歓楽街としての顔の方が大きい。

### 歴史

#### ゲイ・タウンの形成
老舗商業ゲイ雑誌の全ては東京に本拠があり（会員制ゲイ雑誌「同好」は大阪で創刊されている）、OGC（旧：IGA日本・大阪）がかつて機関誌を出し、G-FRONT関西（1994年発足）が会報誌「UP&UP」や機関誌「ぽこあぽこ」を出していることなどを除いては、大阪に編集部を置く商業ゲイ雑誌はなかった。その事に触れた書籍なども殆ど見当たらない。そのため堂山町がゲイ・タウンとしてどの程度の歴史があったのか、どのような発展の途を辿ってきたのかを知るのは非常に難しい。歴史的には、堂山よりも芝居小屋の多かった道頓堀に、江戸時代頃には若衆茶屋が集まっていたことで知られている。（因みに現在の難波ゲイタウンも1958年に開館した旧・新歌舞伎座（現在移転）の裏にある。かつては難波新地乙部遊廓もあった）。
ちなみに、「ぽこあぽこ」8号(1997年4月1日発行)には、1970年代後半頃、堂山でDJをしていたゲイのインタビュー（1996年）が掲載されており、「（96年と比べて）20年前の堂山のゲイの店の数は1/3くらい」とある。このインタビューが行われた頃のキタ（≠堂山）のゲイバー・売り専ホスト・マッサージ・発展場・ショップの数は、「Badi」1997年4月号「男のイエローページ」に載っているものだけで118店（1998年3月号では131店。載っていない店もあると思われる）。仮に1/3とすると1970年代後半頃には少なくとも、およそ40店の店があったことになる。

#### ゲイディスコ「クリストファー」
堂山には1970年代後半頃オープンした大阪ゲイディスコの草分け的な「ウォーム・ガン」（北区小松原町）や「パイプライン」（1978年頃開店、数年後閉店）があった。1980年代頃は「クリストファー」というゲイディスコと「GYM」という発展サウナが有名だった。クリストファーの客層は10代-20代中頃までで、当時の大阪の若いゲイの多くはクリストファーでデビューし、そこで出会った人に夜遊びを教わってGYMに通った。「東梅田ローズ」も年配者が多い発展映画館として有名だった。

#### ゲイバー
堂山にゲイバーはいつできたかは検証が待たれるが、ゲイ専用ページがあった『風俗奇譚』の1961年11月号に「ホモの窓：大阪ゲイ・バー案内」という記事が出てくる。ただし記事の中身を読まないと堂山かミナミなのかは分からない。

#### 現在
新宿2丁目との共通点は、ターミナル駅や中心繁華街からある程度離れ、入り組んだ細い路地に狭小な店舗が密集していることである。駅から遠いことは不便でもあるが、人目を憚るゲイには都合がよく、賃料が安いというメリットもある。バブル崩壊後などに、空店舗となった物件に入ることでゲイバーの数は急激に増えたとされる。だが新宿2丁目同様、インターネットなどの影響でかつてほどの賑わいはなくなりつつある。

## 施設
- ACTIII
- ボートピア梅田
- 金臺寺 - 浄土真宗本願寺派の寺院
- 阪急東通商店街
- ひがし中通り商店街
- パークアベニュー堂山

## 世帯数と人口
2019年（平成31年）3月31日現在の世帯数と人口は以下の通りである。
| 町丁   | 世帯数  | 人口  |
| ------ | ------- | ----- |
| 堂山町 | 312世帯 | 413人 |

### 人口の変遷
国勢調査による人口の推移。
| 1995年（平成7年）  | 336人 | [ 22 ] |  |
| 2000年（平成12年） | 317人 | [ 23 ] |  |
| 2005年（平成17年） | 298人 | [ 24 ] |  |
| 2010年（平成22年） | 331人 | [ 25 ] |  |
| 2015年（平成27年） | 425人 | [ 26 ] |  |

### 世帯数の変遷
国勢調査による世帯数の推移。
| 1995年（平成7年）  | 177世帯 | [ 22 ] |  |
| 2000年（平成12年） | 185世帯 | [ 23 ] |  |
| 2005年（平成17年） | 182世帯 | [ 24 ] |  |
| 2010年（平成22年） | 232世帯 | [ 25 ] |  |
| 2015年（平成27年） | 318世帯 | [ 26 ] |  |

## 学区
市立小・中学校に通う場合、学区は以下の通りとなる。北区内の全ての市立中学校と、大阪市内の小中一貫校が対象で学校選択が可能（抽選を実施）。
| 番・番地等 | 小学校             | 中学校             |
| ---------- | ------------------ | ------------------ |
| 全域       | 大阪市立扇町小学校 | 大阪市立天満中学校 |

## 事業所
2016年（平成28年）現在の経済センサス調査による事業所数と従業員数は以下の通りである。
| 町丁   | 事業所数  | 従業員数 |
| ------ | --------- | -------- |
| 堂山町 | 481事業所 | 5,170人  |

## 交通

### 鉄道
地内に駅はなく、最寄り駅は谷町線「中崎町駅」3番出口より200m。
- JR大阪駅から東へ500m。
- 阪急梅田駅から南東に300m。
- 阪神梅田駅、地下鉄梅田駅・谷町線東梅田駅より東に200m。
- JR大阪環状線天満駅より西に400m。
- 地下鉄堺筋線扇町駅より西に300m。
- 大阪シティバス太融寺停留場下車すぐ。
- JR東西線北新地及び大阪天満宮、地下鉄西梅田・南森町・天神橋筋六丁目及び中津、京阪中之島線なにわ橋の各駅からもそれぞれ1km以内。

### 道路
国道
- 国道423号（新御堂筋）

主要地方道
- 大阪市道大阪環状線（扇町通・都島通）

## その他

### 日本郵便
- 〒530-0027[3]（集配局：大阪北郵便局[29]）